# Naturschutzgebiet Almauen

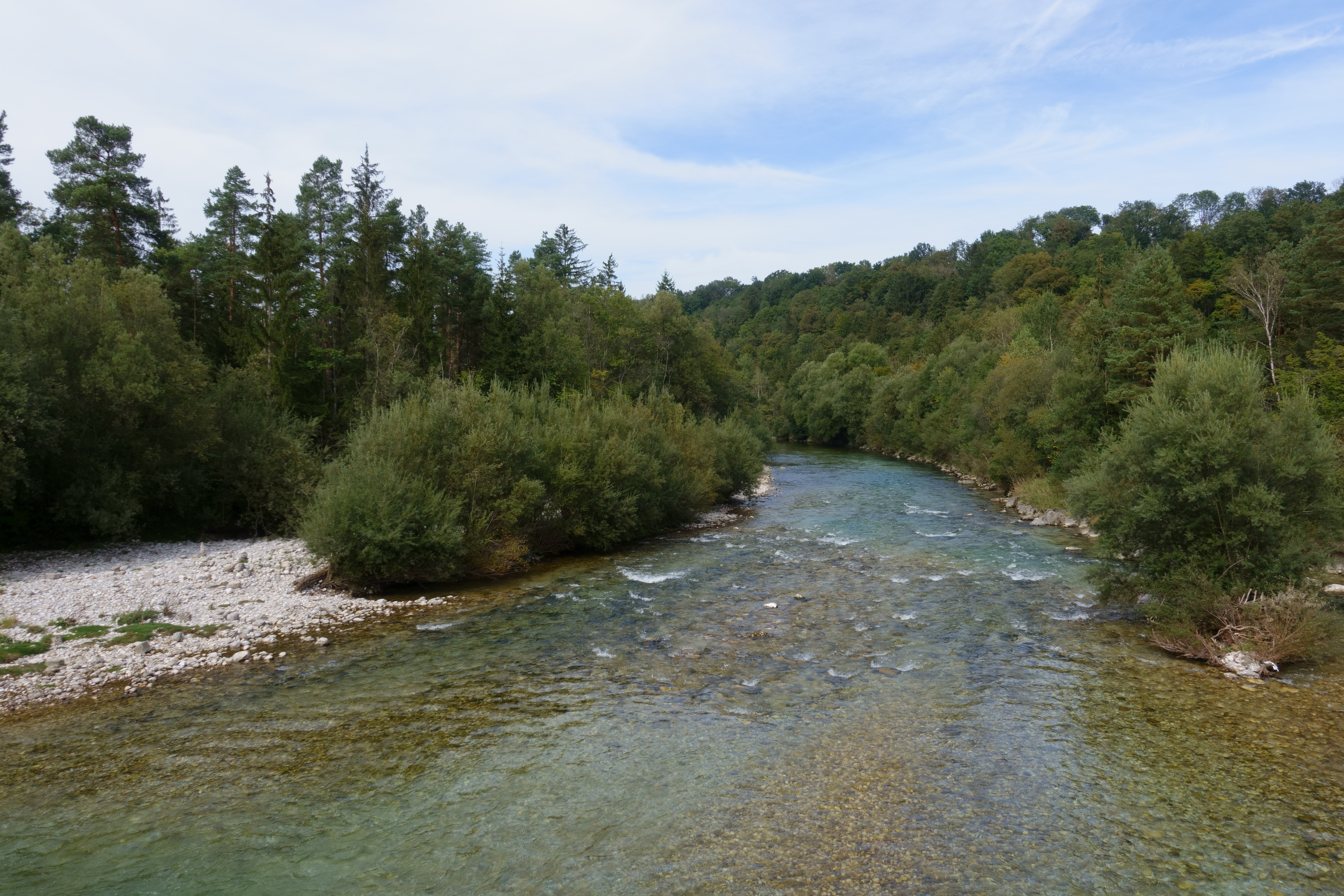
Almauen (2020)

Die Almauen sind ein Naturschutzgebiet im Unterlauf der Alm in den Gemeinden Bad Wimsbach-Neydharting und Steinerkirchen an der Traun. Das 100 Hektar große Schutzgebiet wurde 1978 verordnet und dient dem Schutz der Hartholzauwälder und Kiefernauen mit der Alm selbst. Es befindet sich auf einer Seehöhe von 360 m ü. A. von der Mündung der Laudach flussabwärts, am linken Ufer einer Länge von etwa 3 km bis zum Stögmüllerwehr (auch Kronlachner Wehr), am rechten Ufer etwa 1,7 km bis zum Penningersteg. Rund zwei Drittel der Fläche liegt westlich des Flusses.